# Aktionsgemeinschaft Schnellbahntrasse
Die Aktionsgemeinschaft Schnellbahntrasse war die größte Bürgerinitiative gegen die Schnellfahrstrecke Mannheim–Stuttgart.
Sie galt als größter Widersacher der damaligen Deutschen Bundesbahn im Hinblick auf die Neubaustrecke. Sie galt, neben einigen K-Gruppen, nach Angaben der Deutschen Bundesbahn als bedeutendste Gruppe, die der geplanten Strecke völlig ablehnend gegenüberstand. Neben direkt von der Neubaustrecke Betroffenen waren nach eigenen Angaben in der Initiative auch Bürger engagiert, die als Staatsbürger und Steuerzahler gegen das „Wahnsinnsprojekt“ kämpften.
Beobachter bezeichneten die Arbeit der Aktionsgemeinschaft als langlebiger und erfolgreicher als die von anderen Bürgerinitiativen entlang der Neubaustrecke Hannover–Würzburg. Laut Bahnangaben hätten die „außerordentlichen Aktivitäten“ der Aktionsgemeinschaft zu „erheblichen Verzögerungen im Realisierungsablauf“ der Neubaustrecke geführt. Durch „Eingehen auf berechtigte Anliegen“ sei versucht worden, eine zügige Realisierung zu ermöglichen.

## Geschichte
1975 schlossen sich rund 20 Bürgerinitiativen, die teilweise seit 1973 gegen die Neubaustrecke kämpften, zur Gesamtbürgerinitiative Schnellbahntrasse zusammen. Laut einer Schätzung der DB habe es sich dabei zunächst um 900 Personen gehandelt. Nach Bundesbahn-Angaben hätte sich der Initiative jener Teil der gegen die Neubaustrecke gerichteten Bürgerinitiativen angeschlossen, der zu keinerlei Zugeständnissen bereit war und sich radikalisiert habe.
Die Satzung des Vereins wurde am 6. März 1976 beschlossen. Damit wurde die Gesamtbürgerinitiative Schnellbahntrasse ebenfalls in die Aktionsgemeinschaft Schnellbahntrasse umbenannt. Der in der Satzung niedergelegte Vereinszweck bestand darin, „bei der Verkehrsplanung und Verkehrsdurchführung im Raum Mannheim–Stuttgart – insbesondere anläßlich der derzeitigen Schnellbahnplanung – zu erwirken, daß die Interessen der Bevölkerung sowie Natur und Umwelt nicht oder so geringfügig wie möglich beeinträchtigt werden“. Sie erhob gegen nahezu alle der 24 Planfeststellungsbeschlüsse Anfechtungsklagen mit aufschiebender Wirkung. Insgesamt wurden zu der Neubaustrecke fast 130 Prozesse von rund 200 Klägern angestrengt. Laut Bahnangaben von 1987 seien die meisten Klagen nach „zähen Verhandlungen“ außergerichtlich beigelegt worden, die restlichen Klagen seien alle vom Verwaltungsgericht abgewiesen worden.
Laut Bahnangaben sei es, entgegen der Satzung, der Initiative nicht um Verbesserungen an der Strecke gegangen, sondern um die Verhinderung des Gesamtvorhabens.
In einem offenen Brief forderte sie am 31. Mai 1976 Bundeskanzler Helmut Schmidt auf, auf den Bau der Neubaustrecke zu verzichten. Am 14. Oktober 1978 fand die zweite Mitgliederversammlung in Ketsch statt.
Die Aktionsgemeinschaft kündigte im Dezember 1978 an, gegen die Neubaustrecke vor das Bundesverwaltungsgericht zu ziehen. Nachdem Analysen der Gruppe die Unsinnigkeit des Neubaustreckenvorhabens eindeutig ergeben hätten, sei die Geschäftsgrundlage für das Projekt entfallen. Die Initiative erwartete durch diesen Schritt eine Verzögerung von mehreren Jahren.
Am 15. Februar 1979 kam es zu einem Meinungsaustausch zwischen Vertretern der Bahnbauzentrale und der Aktionsgemeinschaft. Am 27. Oktober 1979 fand eine Mitgliedervollversammlung in Illingen statt. Anlässlich eines Besuchs von Lothar Späth auf einer NBS-Diskussionsveranstaltung in Schützingen am 11. Januar 1980, veranstaltete die Aktionsgemeinschaft im Dezember 1979 und Januar 1980 Unterschriften-, Flugblatt- und Autoaufkleber-Aktionen. Am 11. Oktober 1980 fand in Forst die vierte Mitgliederversammlung der Aktionsgemeinschaft statt.
Laut DB-Angaben habe die Initiative anfangs kleinere Erfolge auf politischer Ebene erreicht, bereits Anfang der 1980er Jahre jedoch kaum Aufmerksamkeit mehr erregt. Daraufhin habe sich die Aktionsgemeinschaft auf juristische Möglichkeiten konzentriert. In allen Planfeststellungsabschnitten habe die Aktionsgemeinschaft dafür Kläger gesucht, denen Prozesskostenübernahme zugesichert wurde. Unter anderem waren die klagenden Hausbesitzer am Pfingstbergtunnel alles Mitglieder der Aktionsgemeinschaft.
Das Bundesverwaltungsgericht wies im Juli 1990 eine Klage der Aktionsgemeinschaft gegen die Strecke als Ganzes ab. Sie war die einzige von mehr als hundert Klägern, die in die höchstrichterliche Instanz ging.

### Rechtsstreit um Gemeinnützigkeit
Die anfangs zuerkannte Gemeinnützigkeit wurde von den Finanzbehörden wieder entzogen. Das Finanzamt Ludwigsburg verweigerte der Aktionsgemeinschaft die Gemeinnützigkeit mit der Begründung, der Großteil der Bevölkerung stünde dem Neubaustreckenprojekt indifferent oder befürwortend gegenüber. Beobachter vermuteten dahinter die baden-württembergische Landesregierung. Mitte Januar 1980 brachte das Land Baden-Württemberg einen Gesetzentwurf zur Änderung der Vereinsbesteuerung ein, um Bürgerinitiativen die Gemeinnützigkeit (und damit die Steuerbefreiung) entziehen zu können.
Im Januar 1978 erhob die Aktionsgemeinschaft Klage auf Wiederherstellung der Gemeinnützigkeit vor dem Finanzgericht Stuttgart. Nachdem diese erfolgreich war, legte die Gegenseite Revision ein. Damit blieb die Gemeinnützigkeit weiterhin aberkannt.
Der Bundesfinanzhof wies im April 1979 die Revision gegen das erstinstanzliche Urteil ab. Nach einem eineinhalbjährigen Rechtsstreit zwischen der Aktionsgemeinschaft und dem Finanzamt Ludwigsburg erhielt die Aktionsgemeinschaft damit ihre steuerliche Gemeinnützigkeit zurück.

## Mitgliederstruktur
Die meisten Mitglieder stammten aus dem Stromberg-Gebiet oder dem nördlich von Stuttgart liegenden Langen Feld.
Eine Mitgliederbefragung ergab, dass knapp die Hälfte der Mitglieder im Jahr 1976 in die Aktionsgemeinschaft bzw. eine örtliche Bürgerinitiative eingetreten war; die ersten Mitglieder waren 1973 eingetreten. Als persönliche Betroffenheiten wurden überwiegend Natur- und Landschaftsschutz sowie Steuergeldverschwendung genannt. Das Durchschnittsalter der Befragten lag bei 47 Jahren, 83 Prozent waren verheiratet, 11 Prozent waren Frauen, 75 Prozent evangelischer Konfession, 31 Prozent landwirtschaftlich tätig. 78 Prozent der Befragten meinten, die AG wolle den Bau der Neubaustrecke grundsätzlich verhindern, 42 Prozent sagten, sie wolle allen vom Trassenbau betroffenen zu ihrem Recht verhelfen; 31 Prozent meinten, sie wollte eine umweltschonende Trassierung erreichen.

## Diskussion
Die Aktionsgemeinschaft ging von einem anhaltenden Verkehrsrückgang auf der Schiene aus und bezweifelte daher die bloße Notwendigkeit der Neubaustrecke. So sei der Schienenpersonenverkehr von 231 Millionen Fahrgästen im Jahr 1970 auf rund 160 Millionen um 1977 zurückgegangen. Der erhoffte Mehrverkehr sei ein Wunschtraum, während die Strecke ein Naherholungsgebiet zerstöre und tausende Menschen schädige.
Laut einer Zugzählung, die die Initiative im November 1976 durchgeführt hatte, sei die Bestandsstrecke nicht überlastet gewesen. Laut Angaben der Bundesbahn seien Daten dabei bewusst falsch verwendet worden.
Die Aktionsgemeinschaft befürchtete Kostensteigerungen von 100 Prozent und wollte Politikern „Nachhilfe im Rechnen“ geben. Es habe „viel billigere Alternativen“. Sie erwartete 1977, bei einem offiziellen Kostenstand von 2,5 Milliarden DM, Kosten von vier bis fünf Milliarden DM. Dazu kämen Kosten für den Wagenpark sowie wenigstens eine Milliarde DM an Bauzinsen und Abschreibungen. Das Projekt sei damit ein Milliardengrab. Auf der Bestandsstrecke würden ohnehin weiterhin Betriebskosten in ähnlicher Höhe anfallen. Auch die in der Wirtschaftlichkeitsrechnung der Neubaustrecke unterstellten Betriebskosten von 22,5 Millionen DM pro Jahr seien nicht ausreichend. Mit 2,5 Milliarden DM könnten 600 Kilometer einstreifige Bundesstraßen zweistreifig ausgebaut und viele Verkehrstote, Verletzte und Stauungen vermieden werden.
Sie warf der baden-württembergischen Landesregierung vor, angesichts von Zugeständnissen bei der Trassenwahl der Neubaustrecke „umgefallen“ zu sein.
Die Aktionsgemeinschaft kritisierte auch den Baubeginn. Es sei ein Skandal, mit dem Bau zu beginnen, obwohl für 90 Prozent des Projekts noch eine Baugenehmigung fehle und die Wirtschaftlichkeit nicht eingehend geprüft worden sei.
Nachdem das Vorhaben der Neubaustrecke Köln–Groß-Gerau Mitte 1978 zu den Akten gelegt wurde, ging die Aktionsgemeinschaft davon aus, dass auch die Neubaustrecke Mannheim–Stuttgart ebenfalls gestoppt werden könne.
Im August 1980 veröffentlichte die Aktionsgemeinschaft eine 17-seitige Informationsschrift unter dem Titel Neubaustrecke der Deutschen Bundesbahn (NBS) Mannheim–Stuttgart, unnötig, unwirtschaftlich, eine Fehlinvestition riesigen Ausmaßes. Darin war sie dem Vorstand der Deutschen Bundesbahn vor, die Öffentlichkeit zu täuschen. Ein in den Jahren 1977 und 1978 gebautes Teilstück habe den Kostenvoranschlag von 1975 um 64 Prozent überschritten, die Trassierung sei unnötig für 400 km/h ausgelegt und Landschafts- und Umweltschutzmaßnahmen im Umfang von vielen hundert Millionen DM gestrichen worden. Die Deutsche Bundesbahn erhob daraufhin Unterlassungsklage, um die aus ihrer Sicht ungerechtfertigten Behauptungen zu unterbinden. Die Aktionsgemeinschaft bezeichnete dies als „Maulkorbstrategie“ und berief sich auf das Grundrecht der Meinungsäußerung. Das Oberlandesgericht Karlsruhe schloss sich im Wesentlichen der Argumentation der Deutschen Bundesbahn an.